# Контарини, Доменико II
Доменико II Контари́ни (итал. Domenico Contarini; 28 января 1585, Венеция — 26 января 1675, Венеция) — 104-й венецианский дож, седьмой по счёту родом из семьи Контарини. Был избран на должность 16 октября 1659 года и правил в течение 16 лет вплоть до своей смерти. При нём Венеция вела разорительную войну с Османской империей из-за Кандии.

## Биография

### Молодость
Доменико Контарини происходит из семьи Ронзинетти (фамилия была образована от прозвища Маффео, предка Доменико), ветви семьи Контарини. Он родился в Венеции и был сыном Джулио ди Доменико Контарини и Лукреции ди Андреа Корнер. У него был единственный старший брат Анджело, родившийся 11 августа 1581 года (по некоторым источникам, в некой неясности) и который, вероятно, сам бы стал дожем, если бы не его преждевременная смерть.
Доменико Контарини получил хорошее образование в Падуанском университете. Будучи вторым сыном в семье, он сначала не вёл активную общественную жизнь. Его старший брат Анджело начал престижную карьеру через cursus honorum Венецианской республики, а Доменико пришлось смириться с женитьбой на Паолине Трон. У них родился один сын — Джулио (1611 — 1676), ставший прокуратором Сан-Марко 12 ноября 1651 года, и пятеро дочерей: Чиара, Маддалена, вышедшая замуж за Джироламо Дандоло, Лаура, оставшаяся в девах, и две другие, ставшие монахинями в монастыре при церкви Святой Екатерины.

### Политическая жизнь
Доменико Контарини вёл спокойный и умиротворённый образ жизни, но всё-таки сыграл свою роль в жизни города. Он не часто посещал коридоры власти, но постоянно следил за окружением руководства Республики, и всегда искал для своего брата, растущей политической фигуры города, способы дальнейшего продвижения по карьерной лестнице. Он всегда внимательно слушал, постоянно приобретал новых друзей и рекомендовал всем своего брата.
В 1627—1628 годах Венеция разделилась на две противостоящие фракции: одна возглавлялась дожем Джованни I Корнером (Корнаро), который стремился создать политический блок для семьи Корнаро в Венеции, а второй фракцией руководил Реньеро Дзено, одна из глав Совета десяти, стремившийся помешать Корнеру. Доменико Контарини не поддерживал ни одной из фракций, у него были претензии к обеим сторонам: он осуждал Корнаро за попытку захватить власть, хотя тот был не в состоянии сделать это, и также критиковал Дзено за его пылкие речи и сомнительные новаторские идеи, в которых Контарини видел опасность для Республики.
С самого детства ему была предназначена второстепенная роль подчинённого, и Доменико не противился ей. Он предпочитал, вместо того, чтобы стать дожем, войти в сенат, где он мог бы выдавать милости и просить о поддержке для своего брата, который всегда нуждался в новых союзниках. Между тем, его общественная жизнь начинает развиваться, так как он был избран в Совет десяти, и в марте 1655 года он был избран вице-дожем на выборах, которые привели Карло Контарини к победе.
Тем временем, планы семьи по становлению Анджело на должность правителя Венеции провалились после избрания дожем Франческо Молина в 1646 году. В 1657 году Анджело Контарини умер.
К тому времени Доменико было уже больше шестидесяти лет и он не имел никакой серьёзной карьеры позади, чтобы стремиться к такой важной должности, а его сын Джулио был ещё слишком молод, чтобы добиться успеха. Казалось, что работа целого поколения пошла прахом.

### Избрание дожем
Овдовев, Доменико Контарини уединился в Вальногаредо, где он собирался спокойно провести последние годы своей жизни.
30 сентября 1659 года дож Джованни Пезаро неожиданно скончался. На пост его преемника претендовали немного кандидатов, только Альвизе Контарини из семьи де Сан-Джустина, Андреа Пизано и Лоренцо Долфин. Равновесие между конкурентами и их боязнь продолжать голосование (чтобы не потерять голоса) привели их к тому, чтобы избрать дожем почти никому неизвестного Доменико Контарини на восьмом по счёту голосовании 40 голосами из 41.
Многие дворяне не одобрили этот выбор: война с турками длилась уже 15 лет, и они хотели видеть на посту дожа представительного человека, способного снова показать Венецию сильным государством, но не пожилого и слабого Доменико Контарини.
Между тем, этот выбор не был сделан так уж случайно: изучив различные случаи избрания дожей в XVII веке, кажется, что венецианское правительство предпочитало больше ставить на эту должность пожилых людей, которых было легко контролировать — намного легче, чем молодых или опытных политиков, которые, пользуюсь слабостью Республики, жаждали изменить существующий государственный строй на монархию.
Во всяком случае, принимая во внимание среднюю длительность жизни человека того времени (64 или 68 лет, согласно действительной дате рождения), Доменико Контарини должен был править недолго, всего лишь несколько лет. Но несмотря на свой преклонный возраст, правление Контарини продлилось 16 лет, и за это время он мог принести стабильность Венеции, в которой с момента смерти Франческо Молина сменилось четверо дожей: Карло Контарини, Франческо Корнер, Бертуччо Вальер и Джованни Пезаро.

## Правление
Немало удивлённый, Доменико охотно принял этот пост, а народ встретил его с радостью. Люди сразу зауважали нового дожа — он не был ни требовательным, ни властным. Однако он не был сильным правителем, ему не были даны какие-либо реальные возможности; все его инициативы быстро блокировались и каждый раз советники настойчиво напоминали ему о его действительной роли.
В течение первых десяти лет правления Контарини, война с османами обострилась сильнее чем когда-либо раньше: в 1644 году Османская империя, желая навязать своё влияние на острове Крит (Кандия), бесценном для коммерческой империи Венеции, и под предлогом того, что пираты укрылись на острове в одной из бухт, чтобы нападать на турецкое побережье, атаковала и смогла захватить большую часть крепостей острова. В 1648 году началась осада Кандии, и многие венецианцы опасались, что если она будет потеряна, то это будет означать конец венецианского господства в Средиземном море и начало гегемонии Османской империи. Европа мало помогала Венеции и ей пришлось самой вести неравную борьбу.
Поэтому Сенат Венеции поклялся, что Кандия никогда не будет потеряна — и он сдержал своё обещание: венецианская казна пустела, многие купеческие семьи разорялись, тысячи людей гибли, но Кандия не сдавалась. Доменико Контарини несколько раз поддержал родину за счёт пожертвований и призывов, быстро став своего рода " отцом " для молодых венецианских дворян, многие из которых видели в нём яркий пример честности и ума.
В конце концов, Венеция была уже не в силах противостоять Османской империи: 6 сентября 1669 года проведитор Кандии Франческо Морозини (назначенный Контарини в 1661 году и снова поставленный на должность в 1667 году) был вынужден подписать капитуляцию. Знаменитый кондотьер, затем дож, Морозини сократил количество защитников города до трёх тысяч человек, противостоявших превосходившим силам противника, но после почти полного разрушения города он в конце концов сдался.
После 25 лет борьбы, война закончилась: она стоила Венеции 134 миллиона дукатов и 30 тысяч жизней. Однако дела турок обстояли не лучше: они потеряли 80 тысяч человек во время кампании, которая должна была длиться всего несколько месяцев.
Доменико Контарини, старый и измученный работой на посту дожа, непреднамеренно принял участие в судебном процессе по делу Франческо Морозини, который, по возвращении в Венецию в 1670 году был обвинён в трусости и измене из-за вынужденной сдачи Кандии туркам, осуществлённой без консультаций с правительством, однако вскоре он был полностью оправдан.
В последние годы своей жизни, Доменико также поприсутствовал на свадьбе своего внука Анджело с Еленой Нани и на крещении их ребёнка, Джулио Феличе, в 1671 году.
Во время правления Контарини ничего особенного не происходило. После окончания войны, Венеция пыталась восстановить торговые маршруты, заброшенные из-за военных действий и уравновесить свой бюджет, что было закончено в 1679 году.
Доменико Контарини, уже очень старый, провёл последние полтора года своей жизни прикованным к постели, будучи парализованным гемипарезом. Он составил завещание 24 января 1674 года и умер 26 января 1675 года в возрасте почти 90 лет; многие оплакивали его смерть.